# Fútbol en América
Fútbol en América es un programa de televisión deportivo peruano transmitido por América Televisión. Actualmente el programa es conducido por Erick Osores, Richard de la Piedra y Óscar del Portal.
El programa, inició en 2002 siendo conducido inicialmente por Gonzalo Núñez y Eddie Fleischman, tiempo después fue cambiado por Erick Osores. Posteriormente fue finalizado en 2014 siendo reemplazado por Pasión por el Fútbol, para luego volver meses después en una segunda etapa.

## Historia
A partir del mundial de Francia 1998, América Televisión inició un programa de televisión deportivo llamado Once, el cual también buscaba competir con Goles en Acción de Global Televisión, que tenía la hegemonía del horario de las diez de la noche. Sus conductores fueron Eddie Fleischman y Diego Rebagliati.
En 1999 cambió de nombre a Fútbol total, bajo la misma conducción de Fleischman.
En 2002 se estrenó Fútbol en América, conducidos inicialmente por Gonzalo Núñez y Eddie Fleischman, siendo este último reemplazo por Erick Osores, siendo producido inicialmente por Alex Manrique Peña. El programa emite imágenes de los partidos a ras cancha, entrevistas a los hinchas, y posteriormente llegarían las previas, conducidas por los periodistas Juan Carlos Orderique, Jorge Solari y Vladimir Vicentelo.
En 2013 tendría una sección llamada FreeStyle que premiaba a los mejores exponentes del malabarismo futbolero, el cual duraría el verano de ese año. La sección fue conducida por Johana Cubillas, hija del exfutbolista Teófilo Cubillas.
Posteriormente el 2 de marzo del 2014 fue finalizado siendo reemplazado el 9 de marzo de ese mismo año por Pasión por el Fútbol, siendo conducidos por Núñez y Osores, además de los exfutbolistas Juan Carlos Oblitas, José Velásquez, Ramón Mifflin, Eduardo Malásquez, Percy Rojas, José Luis Carranza y el periodista Jaime Guerrero. El programa cambió de nombre debido a una nueva sociedad con Gol TV. Luego volvió el 8 de junio del mismo año en una segunda etapa con el nombre original. Juan Carlos Oblitas y Eduardo Malásquez se quedarían en la conducción del programa hasta 2015.
A inicios de 2017 se integraría en la conducción Richard de la Piedra. Ese mismo año dejaría la conducción del programa Gonzalo Núñez, para irse a Exitosa TV. Fue reemplazado por Óscar del Portal.

## Premios y nominaciones

#### Premios Fama
| Año  | Premio                       | Nominación               | Resultados | Ref.   |
| ---- | ---------------------------- | ------------------------ | ---------- | ------ |
| 2019 | Premios Fama de La República | Mejor programa deportivo | Ganador    | [ 15 ] |

#### Premios Luces
| Año  | Premio                       | Nominación               | Resultados | Ref.   |
| ---- | ---------------------------- | ------------------------ | ---------- | ------ |
| 2006 | Premios Luces de El Comercio | Mejor programa deportivo | Ganador    | [ 16 ] |
| 2007 | Premios Luces de El Comercio | Mejor programa deportivo | Nominado   | [ 17 ] |
| 2010 | Premios Luces de El Comercio | Mejor programa deportivo | Ganador    | [ 18 ] |
| 2012 | Premios Luces de El Comercio | Mejor programa deportivo | Ganador    | [ 19 ] |
| 2013 | Premios Luces de El Comercio | Mejor programa deportivo | Ganador    | [ 20 ] |
| 2014 | Premios Luces de El Comercio | Mejor programa deportivo | Ganador    | [ 21 ] |
| 2015 | Premios Luces de El Comercio | Mejor programa deportivo | Ganador    | [ 22 ] |
| 2016 | Premios Luces de El Comercio | Mejor programa deportivo | Ganador    | [ 23 ] |
| 2017 | Premios Luces de El Comercio | Mejor programa deportivo | Nominado   | [ 24 ] |
| 2018 | Premios Luces de El Comercio | Mejor programa deportivo | Nominado   | [ 25 ] |
| 2019 | Premios Luces de El Comercio | Mejor programa deportivo | Nominado   | [ 26 ] |
| 2020 | Premios Luces de El Comercio | Mejor programa deportivo | Nominado   | [ 27 ] |
| 2021 | Premios Luces de El Comercio | Mejor programa deportivo | Nominado   | [ 28 ] |